# ウェスレイ・フォファナ
ウェスレイ・フォファナ（Wesley Fofana、1988年1月20日 - ）は、フランスの元ラグビー選手。

## プロフィール
- フランス・パリ出身。
- 現役時代のポジションはセンター(CTB)。
- 身長 182cm、体重 93kg
- フランス代表通算キャップ数は48でワールドカップ2015・2019のフランス代表に選ばれた[1]。

## 略歴
2008年、ASMクレルモンに加入。 
2022年、現役を引退した。